# Гунілла Нюрос
Гунілла Біргітта Нюрос (швед. Gunilla Birgitta Nyroos; нар.. 7 жовтня 1945, Баша, Фінляндія) — шведська актриса і режисерка.

## Біографія
Гунілла Нюрос народилася в місті Вааса (Фінляндія) в змішаній фінсько-шведській родині. У дитинстві переїхала до Стокгольма, де її інтерес до театру привів її в шкільний театральний гурток. Вона грала в масовці в Королівському драматичному театрі і брала приватні уроки у Сіф Руд. Через нестачу житла в Стокгольмі родина часто переїжджала, в результаті Нюрос опинилася в Гетеборзі, де в 1966 році вступила до театральної школи. Після її закінчення в 1969 році вона почала роботу у гетеборзькому Фолькстеатерні, де зустрілася з майбутнім чоловіком, Леннартом Юльстремом, який в 1976 році став директором театру. Разом вони створили кілька вистав. У них є дочка Ганна.
У 1986 році Нюрос повернулася до Стокгольма і, серед іншого, брала участь у проекті Рікстеатерн Folkteatern Sverige разом з театром Седра. З 1994 року вона почала грати в Королівському драматичному театрі, одночасно беручи участь у виставах Стокгольмського міського театру. Також Нюрос зайнялася постановкою вистав у Королівському драматичному театрі, Стокгольмському міському театрі, Рикстеатерн і театрі Гільотен.
Восени 2008 року Гунілла Нюрос брала участь у виставі Васатеатерн за п'єсою Роберта Гарлінгена «Сталеві магнолії», де ролі виконували Пернілла Аугуст, Сюзанна Рейтер, Мелінда Кіннаман, Сесілія Нільссон та Лінда Вульвеус.
У 2013 році вона зіграла роль Сільди Грауман в спектаклі за п'єсою Джона Робіна Бейтца Andra ökenstäder Королівського драматичного театру, де її партнерами виступили Марі Єрансон, Ройбен Саламандер, Інгела Ольссон і Ганс Клінга.

### Кіно і телебачення
Гунілла Нюрос дебютувала на екрані в 1966 році в телефільмі Стаффана Вестерберга Clownen Beppo. У 1970-х роках її найбільш відомими роботами стали роль Ліллемор Андерссон в телесеріалі Hem till byn (1971—2006), роль Май у фільмі Om 7 flickor (1973), участь у серіалах Леннарта Юльстрема Gyllene år і Raskens і фільмах Янне Галльдоффа. Але найбільший успіх прийшов до акторки в 1985 році, коли за роль Софії Ковалевської в фільмі Юльстрема Berget på månens baksida (1983) вона отримала премію «Золотий жук».
Завдяки таким ролям як Моа Мартінсон у фільмі Moa (1986), Рита в Timmarna med Rita (1985/1988), фільму-моноспектаклю Shirley Valentine (1989), участі в серіалах Träpatronerna (1984, 1988), Tre kärlekar (1989-91) і «Благі наміри»(1992), а також ряду представлених на сцені і телебаченні відомих персонажів Гунілла Нюрос зарекомендувала себе як одна з найвидатніших актрис.
За ролі у фільмах Rusar i hans famn  (1996) і Nina Frisk (2007) Нюрас була номінована на премію «Золотий жук» як найкращу актрису другого плану. Вона також знялася у фільмі «Міо, мій Міо» (1987) спільного виробництва СРСР, Швеції і Норвегії. У 1998 році їй була присуджена премія Guldtackan за позитивні жіночі ролі, зокрема, за фільм Rusar i hans famn (1996).

## Нагороди та премії
- 1984 — премія кінофестивалю в Таорміні[5];
- 1985 — премія «Золотий жук» за найкращу жіночу роль[5];
- 1998 — премія Guldtackan[5];
- 2008 — премія Моа Мартінсон[5];
- 2010 — медаль Літератури і мистецтв[8].

## Вибрана фільмографія
- 1966 — Clownen Beppo (телефильм)
- 1970 — Sonja (телесериал)
- 1971—2006 — Hem till byn (телесериал)
- 1974 — Förr visste jag precis (телесериал)
- 1973 — Om 7 flickor
- 1975 — Gyllene år (телесериал)
- 1976 — Raskens (телесериал)
- 1976 — A.P. Rosell, bankdirektör (телесериал)
- 1976, 1981 — Fleksnes fataliteter (телефильм)
- 1976 — Polare
- 1977 — Jack
- 1980 — Bröllop med förhinder (телесериал)
- 1980 — Innan vintern kommer (телесериал)
- 1981 — Kallocain (телесериал)
- 1981 — Hundarnas morgon
- 1982 — Flickan som inte kunde säga nej
- 1982 — Time Out (телесериал)
- 1982 — Flygande service (телесериал)
- 1983 — Berget på månens baksida
- 1983 — Vid din sida (телесериал)
- 1984, 1988 — Träpatronerna (телесериал)
- 1986 — Moa
- 1986 — Prinsessan av Babylonien (телефильм)
- 1987 — Mio min Mio
- 1987 — Komedianter (телетеатр)
- 1987 — Undanflykten
- 1987 — Nionde kompaniet
- 1988 — Måsen (телетеатр)
- 1988 — Timmarna med Rita (телетеатр)
- 1989—1991 — Tre kärlekar (телесериал)
- 1991 — Guldburen (телесериал)
- 1992 — Kejsarn av Portugallien
- 1996 — Den goda viljan (телесериал)
- 1996 — Rusar i hans famn
- 1998 — Den tatuerade änkan (телесериал)
- 1998 — Ivar Kreuger (телесериал)
- 2000 — Brottsvåg (телесериал)
- 2001 — Fru Marianne (телесериал)
- 2001 — Reparation
- 2003 — Talismanen (телесериал)
- 2003 — Solbacken: Avd. E (телесериал)
- 2003 — Spaden
- 2007 — Nina Frisk
- 2008 — Bang och världshistorien
- 2010 — Maria Wern — Stum sitter guden (телесериал)
- 2010 — Sissela och dödssynderna (телесериал)
- 2013 — Känn ingen sorg
- 2014 — Hallåhallå
- 2016 — Tjuvjägaren

## Вибрані театральні роботи
| Рік  | Роль                   | Вистава автор                                           | Режисер          | Театр                          |
| ---- | ---------------------- | ------------------------------------------------------- | ---------------- | ------------------------------ |
| 1996 | —                      | Kabaré… tre år залишив…                                 | Леннарт Юльстрем | Королівський драматичний театр |
| 1997 | Сью Бейліс             | «Всі мої сини» Артур Міллер                             | Бйорн Меландер   | Королівський драматичний театр |
| 2004 | Любов Андріївна        | «Вишневий сад» Антон Чехов                              | Леннарт Юльстрем | Стокгольмський міський театр   |
| 2012 | Міс Вега Мати єпископа | «Фанні і Олександр» Інгмар Бергман                      | Стефан Ларссон   | Королівський драматичний театр |
| 2013 | Сильда Грауман         | Andra ökenstäder (Other desert cities) Джон Робін Бейтц | Стефан Ларссон   | Королівський драматичний театр |
| 2014 | Королева Маргарита     | «Річард III» Вільям Шекспір                             | Стефан Ларссон   | Королівський драматичний театр |
| 2016 | —                      | Medan vi väntar Пер Нароскин                            | Фредрік Майєр    | Культурхусет Стадстеатерн      |